# 270 (tal)
270 är det naturliga talet som följer 269 och som följs av 271.

## Inom vetenskapen
- 270 Anahita, en asteroid.

## Inom matematiken
- 270 är ett jämnt tal.